# Autorità di bacino regionale Sinistra Sele
L'Autorità di bacino regionale Sinistra Sele è stata una delle Autorità della Regione Campania che operava nel settore della difesa del suolo. È stato un ente pubblico economico che ha gestito parte del bacino idrografico sinistro del fiume Sele e di altri corsi d'acqua ricadenti nel Parco nazionale del Cilento.
Il territorio in cui operava l'ente comprendeva parte dei seguenti comuni appartenenti alla Provincia di Salerno:
- Agropoli, Alfano, Ascea, Camerota, Cannalonga, Capaccio, Casalbuono, Casal Velino, Casaletto Spartano, Caselle in Pittari, Castel San Lorenzo, Castellabate, Castelnuovo Cilento, Celle di Bulgheria, Centola, Ceraso, Cicerale, Cuccaro Vetere, Felitto, Futani, Gioi, Giungano, Ispani, Laureana Cilento, Laurino, Laurito, Lustra, Magliano Vetere, Moio della Civitella, Montano Antilia, Montecorice, Monteforte Cilento, Morigerati, Novi Velia, Ogliastro Cilento, Omignano, Orria, Perdifumo, Perito, Petina, Pisciotta, Pollica, Prignano Cilento, Roccagloriosa, Rofrano, Rutino, Salento, San Giovanni a Piro, San Mauro Cilento, San Mauro la Bruca, Santa Marina, Sanza, Sapri, Serramezzana, Sessa Cilento, Stella Cilento, Stio, Torchiara, Torraca, Torre Orsaia, Tortorella, Trentinara, Vallo della Lucania, Valle dell'Angelo, Vibonati.

La sede amministrativa era a Salerno.
Dal 15 maggio 2012 le Autorità di bacino regionali Sinistra Sele, Destra Sele e l'Autorità interregionale del fiume Sele sono state accorpate nell'Autorità di bacino regionale Campania Sud ed interregionale per il bacino idrografico del fiume Sele.